# پارکدیل، ویکتوریا
پارکدیل (به انگلیسی: Parkdale) یک منطقهٔ مسکونی در استرالیا است که در ویکتوریا (استرالیا) واقع شده‌است.